# Сурин, Владимир Александрович
Владимир Александрович Сурин (7 июля 1950 года, Красноуфимск, Свердловская область — 30 апреля 2003 года, Нижний Тагил Свердловская область) — уральский историк, кандидат исторических наук (1978), доцент (1985), специалист по отечественной истории XX века и истории советского Урала.

## Биография
Родился 7 июля 1950 г. в г. Красноуфимске. Отец — машинист тепловоза на железной дороге, мать — медсестра в детской поликлинике. После окончания школы поступил на исторический факультет Уральского государственного университета, который закончил в 1973 г. В 1973 г. поступил в аспирантуру при кафедре истории СССР советского периода Уральского государственного университета.
С октября 1976 по сентябрь 1978 г. работал ассистентом на кафедре истории КПСС Уральского лесотехнического института. 14 июня 1978 г. в Пермском государственном университете защитил кандидатскую диссертацию по теме: «Рабочие черной металлургии Урала в четвертой пятилетке, 1946—1950 гг.» (научный руководитель к.и.н., доцент В. А. Саматов).
В сентябре 1978 г. перешел на работу в Нижнетагильский государственный педагогический институт, где и прошла вся его трудовая биография.
С сентября 1979 г. по октябрь 1980 г. — старший преподаватель кафедры истории КПСС, заведующий кафедрой истории КПСС. В 1980 г. начал работу на историко-английском факультете в качестве старшего преподавателя кафедры истории. Преподавал курсы «История СССР. Советский период», «Историография истории СССР», спецкурсы «История советского рабочего класса», «Социальные проблемы советской молодежи».
С 1985 г. — доцент кафедры истории исторического факультета. С 1988 по 1999 гг. был заведующим кафедрой истории СССР (Отечественной истории) исторического факультета. Был заместителем секретаря (с 1983 г.) и секретарем партийной организации факультета (с октября 1984 г.). С 1999 г. — доцент кафедры Отечественной истории исторического факультета.
Опубликовал несколько работ, посвященных истории советского общества, изучению мемуаристки как важнейшего исторического источника.
Выступал как лектор-международник общества «Знание», руководил секцией лекторов системы политпросвещения. Вел занятия по истории в лицее № 75 при Нижнетагильском государственном педагогическом институте, руководил секцией историков при Дворце творчества юных.
Скоропостижно скончался 30 апреля 2003 г. Похоронен на Юго-Западном (Горбуновском) кладбище Нижнего Тагила.

## Научные публикации
- Сурин В. А. Социалистическое соревнование на предприятиях черной металлургии Урала в 1946—1950 гг. // Из истории социалистического строительства на Урале: сб. статей / М-во высш. и сред. спец. образования РСФСР, Урал. гос. ун-т им. А. М. Горького; отв. ред. В. А. Саматов. — Свердловск: УрГУ, 1976. — Вып.2. — С. 84—96.
- Сурин В. А. Материально-бытовое положение рабочих-металлургов Урала в четвертой пятилетке (1946—1950) // Из истории социалистического строительства на Урале: сб. статей / М-во высш. и сред. спец. образования РСФСР, Урал. гос. ун-т им. А. М. Горького; отв. ред. В. А. Саматов. — Свердловск: УрГУ, 1976. — Вып.3. — С. 80—93.
- Сурин В. А. К вопросу о культурно-техническом уровне рабочих-металлургов Урала (1946—1950) // Рабочий класс Урала (1937—1975): Межвуз. сб. статей / М-во высш. и сред. спец. образования РСФСР, Урал. гос. ун-т им. А. М. Горького; редкол.: В. А. Саматов (отв. ред.), В. Н. Зуйков, В. М. Куликов. — Свердловск: УрГУ, 1979. — 39—46.
- Сурин В. А. Индустриальные кадры в черной металлургии Урала в 1940—1950 гг.: размещение, численность, состав // Индустриальные кадры Урала в условиях социализма, 1937—1980: сб. научных трудов / М-во высш. и сред. спец. образования РСФСР, Урал. гос. ун-т им. А. М. Горького; редкол.: В. Г. Айрапетов (отв. ред.) и др. — Свердловск: [б. и.], 1986. — С. 22—35.
- Сурин В. А. «Воспоминания металлурга» М. А. Павлова как источник по истории развития уральской металлургии // Российский научно-технический музей: проблемы и перспективы: 7 науч.-практ. конф. — Нижний Тагил, 2000. — Т. 1. — С. 66—68.
- Сурин В. А. Уральская мемуаристика периода революции 1917 г. и Гражданской войны: годы становления (1920-е — начало 1930-х г.г.) // Человек в историческом измерении: Памяти Владимира Александровича Сурина: сб. науч. ст. лаборатории «Исторической антропологии» / М-во образования и науки Рос. Федерации, Федер. агентство по образованию, Нижнетагил. гос. соц.-пед. акад., соц.-гуманит. ин-т; отв. ред. Е. А. Гаджиева. — Нижний Тагил: НТГСПА, 2006. — С. 21—25.
- Сурин В. А. Революция 1917 г. и Гражданская война в России в источниках личного происхождения как предмет исследования // Человек в историческом измерении: Памяти Владимира Александровича Сурина: сб. науч. ст. лаборатории «Исторической антропологии» / М-во образования и науки Рос. Федерации, Федер. агентство по образованию, Нижнетагил. гос. соц.-пед. акад., соц.-гуманит. ин-т; отв. ред. Е. А. Гаджиева. — Нижний Тагил: НТГСПА, 2006. — С. 26—33.